# اویگن فینک
اویگن فینک (١١ دسامبر ١٩٠۵- ٢۵ ژوئیه ١٩٧۵) فیلسوف آلمانی بود. فینک که زمانی دستیار ادموند هوسرل فیلسوف جریان‌سازِ آلمانی بود، در زمینهٔ پدیدارشناسی استعلایی و بعدها در همکاری با مارتین هایدگر در پدیدارشناسی اگزیستانسیالیستی فعالیت علمی می‌کرد.

## آثار
- زندآگاهی نزد فلسفهٔ نیچه ، اویگن فینک، ترجمهٔ منوچهر اسدی
- درآمدی بر پژوهش های منطقی : پیش نویسی از یک پیش گفتار بر پژوهش های منطقی ،ادموند هوسرل، اویگن فینک (ویراستار)، ترجمهٔ محمدرضا قربانی

### آثار ترجمه شده انگلیسی
- Play as Symbol of the World. And Other Writings. Translated with an introduction by Ian Alexander Moore and Christopher Turner. Bloomington: Indiana University Press, 2016.
- Sixth Cartesian meditation. The Idea of a Transcendental Theory of Method with textual notations by Edmund Husserl. Translated with an introduction by Ronald Bruzina, Bloomington: Indiana University Press, 1995
- Heraclitus Seminar. with Martin Heidegger, (Winter semester 1966/1967 at Freiburg University), Evanston, Ill.: Northwestern University Press, 1993
- Cairns, Dorion, Conversations with Husserl and Fink. The Hague: Martinus Nijhoff, 1976
- Oasis of Happiness: Thoughts toward an Ontology of Play". Translated by Ian Alexander Moore and Christopher Turner. Purlieu: A Philosophical Journal 1, no. 4 (2012), pp. 20–42.